# Ryjówka malutka
Ryjówka malutka (Sorex minutus) – gatunek ssaka z rodziny ryjówkowatych.

## Opis
Jest to najmniejszy ssak żyjący w Polsce. Długość ciała 4–6,5 cm, długość ogona 3,2–4,4 cm, masa ciała 3–7 g. Posiada charakterystyczny, wydłużony ryjek z długimi włosami czuciowymi. Ubarwieniem ciała zbliżona jest do ryjówki aksamitnej. Grzbiet ciała ma brunatno-szary, brzuch żółto-szary. Między tymi barwami brak ostrej granicy – ciemniejsze ubarwienie grzbietu łagodnie przechodzi w jaśniejsze ubarwienie brzucha.

## Występowanie
Występuje w większości krajów Europy, a także w Azji Północnej, aż po Chiny. W Polsce występuje na całym terytorium. Jest mniej liczna od ryjówki aksamitnej.

## Biotop
Lubi przebywać w wilgotnym terenie. Typowym środowiskiem jej życia są obrzeża podmokłych lasów, wilgotne łąki, kępy krzewów na łąkach i bagnach, żywopłoty, ogródki działkowe. Można ją spotkać także w obrębie zabudowań (szczególnie w zimie).

## Tryb życia
Jest aktywna zarówno w dzień, jak i w nocy. Nie potrafi kopać nor w ziemi, ale bardzo często korzysta z nor wygrzebanych przez inne zwierzęta: kreta, norniki, myszy. Żywi się głównie owadami. W zimie, co spowodowane jest trudnością zdobycia wystarczającej ilości owadów, zjada również duże ilości nasion i owoców.

## Rozród

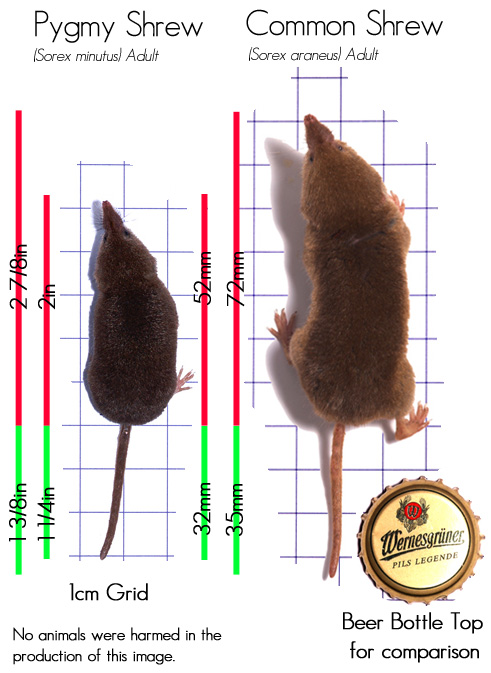
Porównanie rozmiarów ryjówek malutkiej i aksamitnej.

Gody odbywa w miesiącach kwiecień–sierpień. Ciąża trwa 19 dni. Samica rodzi od 2 do 9 młodych, które do czasu osiągnięcia samodzielności przebywają w gnieździe i żywią się mlekiem matki. Dojrzałość płciową uzyskują na następny rok. Żyją bardzo krótko, bo zaledwie 1,5 roku. W ciągu swojego okresu rozrodczego samica zdąży wydać zaledwie kilka miotów.

## Ochrona
W Polsce podlegała ścisłej ochronie gatunkowej. Od 2011 r. podlega ochronie częściowej.